# Assor

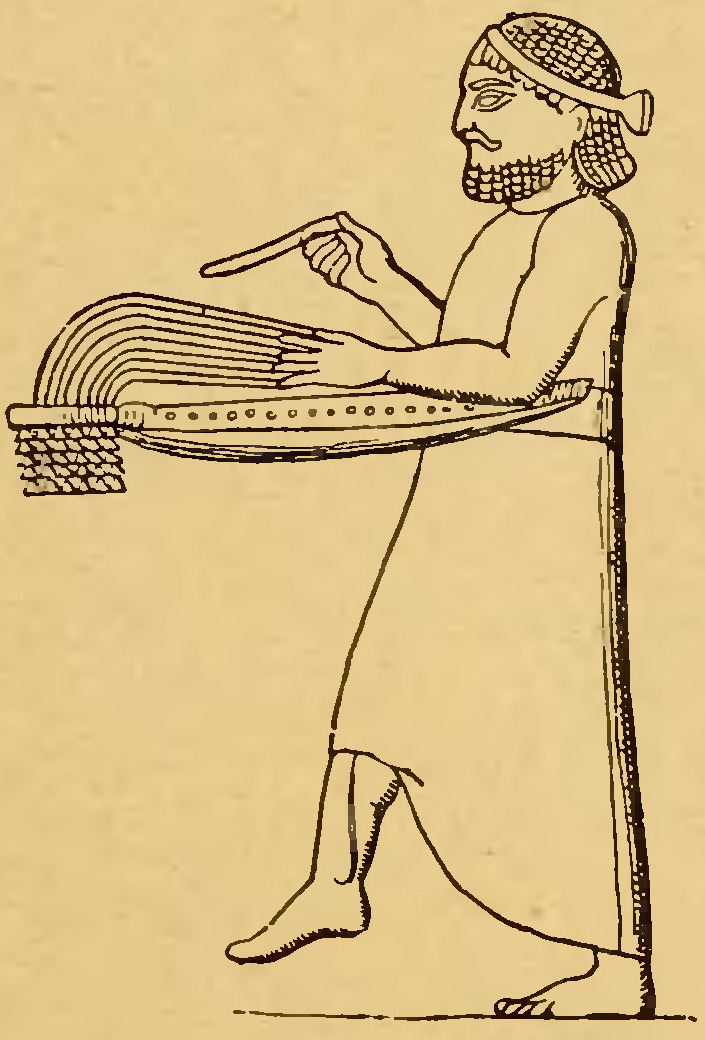
Desenho linear rotulado Asor Assyrien (Assor Assírio). Esta é uma representação de uma harpa angular horizontal. Do livro Histoire de la musique de 1884, de Henri Marie Lavoix (1846–1897).

O assor ( em hebraico: עָשׂוֹר ʿasor; de עשר ʿeśer, que significa "dez") era um instrumento musical "de dez cordas" mencionado na Bíblia. Há pouco consenso sobre que tipo de instrumento era ou com quais instrumentos ele tinha semelhanças.